# Liste von Kraftwerken in Kasachstan
Die Kraftwerke in Kasachstan werden sowohl auf einer Karte als auch in Tabellen (mit Kennzahlen) dargestellt. Die Liste ist nicht vollständig.

## Installierte Leistung und Jahreserzeugung
Im Jahr 2012 lag Kasachstan bezüglich der jährlichen Erzeugung mit 90,53 TWh an Stelle 36 und bezüglich der installierten Leistung mit  17,84 GW an Stelle 43 der Welt.

## Kalorische Kraftwerke
In der Tabelle sind nur Kraftwerke mit einer installierten Leistung größer 400 MW aufgeführt.
| Name des Kraftwerks   | Inst. Leistung (MW) | Brennstoff | Status     |
| --------------------- | ------------------- | ---------- | ---------- |
| Ekibastus (GRES-1)    | 4000                | Kohle      | in Betrieb |
| Ekibastus (GRES-2)    | 1000                | Kohle      | in Betrieb |
| Aksu                  | 2110                | Kohle      | in Betrieb |
| Taras/Dschambul       | 1230                | Masut      | in Betrieb |
| Karaganda (TEZ-3)     | 670                 | Kohle      | in Betrieb |
| Karaganda (GRES-2)    | 630                 | Kohle      | in Betrieb |
| Aqtau (TEZ-2)         | 630                 | Erdgas     | in Betrieb |
| Aqtau (TES)           | 625                 | Erdgas     | in Betrieb |
| Pawlodar              | 555                 | Kohle      | in Betrieb |
| Almaty                | 510                 | Erdgas     | in Betrieb |
| Karaganda (TEZ-2)     | 435                 | Kohle      | in Betrieb |
| Petropawlowsk (TEZ-2) | 434                 | Kohle      | in Betrieb |
| Atyrau                | 414                 | Erdgas     | in Betrieb |

## Wasserkraftwerke
| Name des Kraftwerks                 | Inst. Leistung (MW) | Gewässer | Status     |
| ----------------------------------- | ------------------- | -------- | ---------- |
| Schülbi-Talsperre (Schulbinsk)      | 702                 | Irtysch  | in Betrieb |
| Buchtarma-Stausee                   | 675                 | Irtysch  | in Betrieb |
| Qapschaghai-Talsperre (Kaptschagai) | 364                 | Ili      | in Betrieb |
| Öskemen-Talsperre (Ust-Kamenogorsk) | 332                 | Irtysch  | in Betrieb |
| Schardara-Talsperre                 | 100                 | Syrdarja | in Betrieb |